# Liste des planètes mineures (659001-660000)
Voici la liste des planètes mineures numérotées de 659001 à 660000. Les planètes mineures sont numérotées lorsque leur orbite est confirmée, ce qui peut parfois se produire longtemps après leur découverte. Elles sont classées ici par leur numéro.

## Planètes mineures 659001 à 660000
- (659001) 2018 LU30
- (659002) 2018 LM32
- (659003) 2018 MO18
- (659004) 2018 MQ18
- (659005) 2018 MM19
- (659006) 2018 MK20
- (659007) 2018 NK5
- (659008) 2018 NQ9
- (659009) 2018 NX21
- (659010) 2018 NO24
- (659011) 2018 NW24
- (659012) 2018 NR26
- (659013) 2018 NB28
- (659014) 2018 NZ38
- (659015) 2018 NJ69
- (659016) 2018 PH1
- (659017) 2018 PQ1
- (659018) 2018 PA3
- (659019) 2018 PU4
- (659020) 2018 PP11
- (659021) 2018 PU36
- (659022) 2018 PG43
- (659023) 2018 PK43
- (659024) 2018 PN43
- (659025) 2018 PT43
- (659026) 2018 PU43
- (659027) 2018 PV43
- (659028) 2018 PX43
- (659029) 2018 PZ43
- (659030) 2018 PX47
- (659031) 2018 PB55
- (659032) 2018 PK55
- (659033) 2018 PR55
- (659034) 2018 PS55
- (659035) 2018 PO60
- (659036) 2018 PP62
- (659037) 2018 PW64
- (659038) 2018 QB3
- (659039) 2018 QH3
- (659040) 2018 QB4
- (659041) 2018 QY11
- (659042) 2018 QG12
- (659043) 2018 QW14
- (659044) 2018 RF4
- (659045) 2018 RA12
- (659046) 2018 RX13
- (659047) 2018 RS15
- (659048) 2018 RP18
- (659049) 2018 RB21
- (659050) 2018 RV24
- (659051) 2018 RO26
- (659052) 2018 RH27
- (659053) 2018 RH28
- (659054) 2018 RK31
- (659055) 2018 RU31
- (659056) 2018 RG32
- (659057) 2018 RN32
- (659058) 2018 RQ32
- (659059) 2018 RF34
- (659060) 2018 RK35
- (659061) 2018 RL35
- (659062) 2018 RF40
- (659063) 2018 RL48
- (659064) 2018 RA49
- (659065) 2018 RM49
- (659066) 2018 RO49
- (659067) 2018 RV49
- (659068) 2018 RT50
- (659069) 2018 RT51
- (659070) 2018 RY55
- (659071) 2018 RG57
- (659072) 2018 RZ58
- (659073) 2018 RL61
- (659074) 2018 SU
- (659075) 2018 SH4
- (659076) 2018 SX4
- (659077) 2018 SJ7
- (659078) 2018 SQ7
- (659079) 2018 SA8
- (659080) 2018 SE8
- (659081) 2018 ST9
- (659082) 2018 SD10
- (659083) 2018 SM10
- (659084) 2018 SB16
- (659085) 2018 SZ17
- (659086) 2018 SP18
- (659087) 2018 SH20
- (659088) 2018 TL8
- (659089) 2018 TH9
- (659090) 2018 TV9
- (659091) 2018 TW11
- (659092) 2018 TW16
- (659093) 2018 TC26
- (659094) 2018 TD26
- (659095) 2018 TN26
- (659096) 2018 TX26
- (659097) 2018 TG27
- (659098) 2018 TP29
- (659099) 2018 TR31
- (659100) 2018 TB34
- (659101) 2018 TH36
- (659102) 2018 TA39
- (659103) 2018 TF40
- (659104) 2018 TV40
- (659105) 2018 TV43
- (659106) 2018 TB49
- (659107) 2018 TS49
- (659108) 2018 UU2
- (659109) 2018 UX2
- (659110) 2018 UN4
- (659111) 2018 UV4
- (659112) 2018 UO5
- (659113) 2018 UF6
- (659114) 2018 UN7
- (659115) 2018 UE9
- (659116) 2018 UZ11
- (659117) 2018 UC13
- (659118) 2018 UQ13
- (659119) 2018 UD14
- (659120) 2018 UZ17
- (659121) 2018 UQ18
- (659122) 2018 UH26
- (659123) 2018 UJ26
- (659124) 2018 UO28
- (659125) 2018 US28
- (659126) 2018 UU29
- (659127) 2018 UB36
- (659128) 2018 US36
- (659129) 2018 UH38
- (659130) 2018 VZ10
- (659131) 2018 VM11
- (659132) 2018 VP13
- (659133) 2018 VS15
- (659134) 2018 VX15
- (659135) 2018 VM18
- (659136) 2018 VA19
- (659137) 2018 VD19
- (659138) 2018 VP19
- (659139) 2018 VW19
- (659140) 2018 VJ21
- (659141) 2018 VD22
- (659142) 2018 VB23
- (659143) 2018 VF23
- (659144) 2018 VJ24
- (659145) 2018 VK24
- (659146) 2018 VL24
- (659147) 2018 VW24
- (659148) 2018 VY24
- (659149) 2018 VB26
- (659150) 2018 VU28
- (659151) 2018 VY28
- (659152) 2018 VT29
- (659153) 2018 VX29
- (659154) 2018 VY29
- (659155) 2018 VV31
- (659156) 2018 VY32
- (659157) 2018 VX35
- (659158) 2018 VM36
- (659159) 2018 VG37
- (659160) 2018 VK39
- (659161) 2018 VM39
- (659162) 2018 VS41
- (659163) 2018 VR44
- (659164) 2018 VF45
- (659165) 2018 VM45
- (659166) 2018 VD46
- (659167) 2018 VA47
- (659168) 2018 VD49
- (659169) 2018 VS49
- (659170) 2018 VS51
- (659171) 2018 VX51
- (659172) 2018 VZ52
- (659173) 2018 VB53
- (659174) 2018 VW53
- (659175) 2018 VX53
- (659176) 2018 VN54
- (659177) 2018 VD56
- (659178) 2018 VN57
- (659179) 2018 VO58
- (659180) 2018 VT59
- (659181) 2018 VX59
- (659182) 2018 VQ61
- (659183) 2018 VT61
- (659184) 2018 VG62
- (659185) 2018 VQ62
- (659186) 2018 VT62
- (659187) 2018 VC63
- (659188) 2018 VP65
- (659189) 2018 VP66
- (659190) 2018 VY68
- (659191) 2018 VZ68
- (659192) 2018 VL69
- (659193) 2018 VX69
- (659194) 2018 VA70
- (659195) 2018 VG70
- (659196) 2018 VB71
- (659197) 2018 VS71
- (659198) 2018 VA72
- (659199) 2018 VK73
- (659200) 2018 VU73
- (659201) 2018 VJ75
- (659202) 2018 VZ76
- (659203) 2018 VD77
- (659204) 2018 VP78
- (659205) 2018 VV78
- (659206) 2018 VE80
- (659207) 2018 VF80
- (659208) 2018 VG80
- (659209) 2018 VV81
- (659210) 2018 VS82
- (659211) 2018 VD83
- (659212) 2018 VR83
- (659213) 2018 VT83
- (659214) 2018 VZ83
- (659215) 2018 VW84
- (659216) 2018 VZ87
- (659217) 2018 VJ89
- (659218) 2018 VM89
- (659219) 2018 VO89
- (659220) 2018 VU90
- (659221) 2018 VE94
- (659222) 2018 VE98
- (659223) 2018 VW99
- (659224) 2018 VP100
- (659225) 2018 VS100
- (659226) 2018 VC102
- (659227) 2018 VF102
- (659228) 2018 VB103
- (659229) 2018 VM105
- (659230) 2018 VL106
- (659231) 2018 VW106
- (659232) 2018 VA108
- (659233) 2018 VF109
- (659234) 2018 VF110
- (659235) 2018 VW110
- (659236) 2018 VB111
- (659237) 2018 VB112
- (659238) 2018 VY115
- (659239) 2018 VZ117
- (659240) 2018 VZ119
- (659241) 2018 VN122
- (659242) 2018 VP122
- (659243) 2018 VQ122
- (659244) 2018 VS122
- (659245) 2018 VU122
- (659246) 2018 VG123
- (659247) 2018 VP123
- (659248) 2018 VD124
- (659249) 2018 VL128
- (659250) 2018 VN128
- (659251) 2018 VW130
- (659252) 2018 VS138
- (659253) 2018 VK139
- (659254) 2018 VU139
- (659255) 2018 VV139
- (659256) 2018 VT141
- (659257) 2018 VX141
- (659258) 2018 VZ141
- (659259) 2018 VA142
- (659260) 2018 VF142
- (659261) 2018 VC143
- (659262) 2018 VP144
- (659263) 2018 VA145
- (659264) 2018 VY145
- (659265) 2018 VC147
- (659266) 2018 VB151
- (659267) Cristianstancu
- (659268) 2018 VQ181
- (659269) 2018 VX183
- (659270) 2018 WA5
- (659271) 2018 WK5
- (659272) 2018 WM5
- (659273) 2018 WG8
- (659274) 2018 WS8
- (659275) 2018 XU4
- (659276) 2018 XH6
- (659277) 2018 XX7
- (659278) 2018 XJ9
- (659279) 2018 XK9
- (659280) 2018 XH10
- (659281) 2018 XM11
- (659282) 2018 XT14
- (659283) 2018 XA15
- (659284) 2018 XF15
- (659285) 2018 XH15
- (659286) 2018 XK16
- (659287) 2018 XQ17
- (659288) 2018 XV18
- (659289) 2018 XE19
- (659290) 2018 XO19
- (659291) 2018 XP19
- (659292) 2018 XR20
- (659293) 2018 XA21
- (659294) 2018 XD22
- (659295) 2018 XL24
- (659296) 2018 XS24
- (659297) 2018 XR25
- (659298) 2018 XZ27
- (659299) 2018 XN28
- (659300) 2018 XW29
- (659301) 2018 XD32
- (659302) 2018 XL32
- (659303) 2018 XQ35
- (659304) 2018 XR36
- (659305) 2018 XR44
- (659306) 2018 YP
- (659307) 2018 YY6
- (659308) 2018 YL8
- (659309) 2018 YL12
- (659310) 2018 YN12
- (659311) 2019 AE
- (659312) 2019 AE12
- (659313) 2019 AH15
- (659314) 2019 AK15
- (659315) 2019 AB16
- (659316) 2019 AX16
- (659317) 2019 AF17
- (659318) 2019 AV18
- (659319) 2019 AX18
- (659320) 2019 AD19
- (659321) 2019 AH19
- (659322) 2019 AO19
- (659323) 2019 AY19
- (659324) 2019 AZ20
- (659325) 2019 AE21
- (659326) 2019 AG22
- (659327) 2019 AL22
- (659328) 2019 AG26
- (659329) 2019 AL26
- (659330) 2019 AU26
- (659331) 2019 AZ26
- (659332) 2019 AG28
- (659333) 2019 AL28
- (659334) 2019 AX28
- (659335) 2019 AY28
- (659336) 2019 AE30
- (659337) 2019 AU30
- (659338) 2019 AH31
- (659339) 2019 AM31
- (659340) 2019 AZ31
- (659341) 2019 AK32
- (659342) 2019 AB33
- (659343) 2019 AB34
- (659344) 2019 AD34
- (659345) 2019 AF35
- (659346) 2019 AT36
- (659347) 2019 AV38
- (659348) 2019 AX38
- (659349) 2019 AA39
- (659350) 2019 AH39
- (659351) 2019 AO39
- (659352) 2019 AZ39
- (659353) 2019 AA40
- (659354) 2019 AB40
- (659355) 2019 AE42
- (659356) 2019 AU42
- (659357) 2019 AV42
- (659358) 2019 AF43
- (659359) 2019 AW43
- (659360) 2019 AZ43
- (659361) 2019 AA44
- (659362) 2019 AF44
- (659363) 2019 AU45
- (659364) 2019 AZ45
- (659365) 2019 AV47
- (659366) 2019 AF48
- (659367) 2019 AK48
- (659368) 2019 AQ50
- (659369) 2019 AC54
- (659370) 2019 AU54
- (659371) 2019 AY54
- (659372) 2019 AD55
- (659373) 2019 AR55
- (659374) 2019 AS55
- (659375) 2019 AS56
- (659376) 2019 AA57
- (659377) 2019 AW57
- (659378) 2019 AW58
- (659379) 2019 AX58
- (659380) 2019 AR59
- (659381) 2019 AW59
- (659382) 2019 AJ64
- (659383) 2019 AB67
- (659384) 2019 AE67
- (659385) 2019 AX68
- (659386) 2019 AF73
- (659387) 2019 AN79
- (659388) 2019 AM81
- (659389) 2019 AO83
- (659390) 2019 AZ84
- (659391) 2019 AA93
- (659392) 2019 AF98
- (659393) 2019 AD109
- (659394) 2019 AN113
- (659395) 2019 AO114
- (659396) 2019 BC
- (659397) 2019 BR
- (659398) 2019 BU
- (659399) 2019 BX
- (659400) 2019 BW2
- (659401) 2019 BJ3
- (659402) 2019 BU4
- (659403) 2019 BW4
- (659404) 2019 BU5
- (659405) 2019 BB6
- (659406) 2019 BK6
- (659407) 2019 BL6
- (659408) 2019 BU6
- (659409) 2019 BY6
- (659410) 2019 BT7
- (659411) 2019 BU7
- (659412) 2019 BV7
- (659413) 2019 BY7
- (659414) 2019 BA8
- (659415) 2019 BE8
- (659416) 2019 BJ9
- (659417) 2019 BW10
- (659418) 2019 BQ11
- (659419) 2019 CC
- (659420) 2019 CK
- (659421) 2019 CM
- (659422) 2019 CG2
- (659423) 2019 CQ2
- (659424) 2019 CR3
- (659425) 2019 CT3
- (659426) 2019 CY3
- (659427) 2019 CB6
- (659428) 2019 CJ6
- (659429) 2019 CK6
- (659430) 2019 CU6
- (659431) 2019 CA7
- (659432) 2019 CM7
- (659433) 2019 CS7
- (659434) 2019 CW9
- (659435) 2019 CD13
- (659436) 2019 CU13
- (659437) 2019 CA14
- (659438) 2019 CF18
- (659439) 2019 CS18
- (659440) 2019 CB19
- (659441) 2019 CC19
- (659442) 2019 CD24
- (659443) 2019 CK27
- (659444) 2019 DU2
- (659445) 2019 DY4
- (659446) 2019 EW
- (659447) 2019 EV1
- (659448) 2019 EG2
- (659449) 2019 EL4
- (659450) 2019 FJ2
- (659451) 2019 FH3
- (659452) 2019 FN3
- (659453) 2019 FV3
- (659454) 2019 FZ3
- (659455) 2019 FZ4
- (659456) 2019 FL5
- (659457) 2019 FM6
- (659458) 2019 FM7
- (659459) 2019 FT8
- (659460) 2019 FE11
- (659461) 2019 FM11
- (659462) 2019 FB15
- (659463) 2019 FE15
- (659464) 2019 FB17
- (659465) 2019 FS19
- (659466) 2019 FE25
- (659467) 2019 GD6
- (659468) 2019 GO6
- (659469) 2019 GE7
- (659470) 2019 GA8
- (659471) 2019 GV8
- (659472) 2019 GC9
- (659473) 2019 GG9
- (659474) 2019 GF14
- (659475) 2019 GS15
- (659476) 2019 GT15
- (659477) 2019 GA21
- (659478) 2019 GE22
- (659479) 2019 GG22
- (659480) 2019 GD23
- (659481) 2019 GA25
- (659482) 2019 GQ25
- (659483) 2019 GR25
- (659484) 2019 GQ43
- (659485) 2019 GJ50
- (659486) 2019 GH51
- (659487) 2019 GW55
- (659488) 2019 GA60
- (659489) 2019 GQ79
- (659490) 2019 GN108
- (659491) 2019 GN114
- (659492) 2019 GV117
- (659493) 2019 GN152
- (659494) 2019 HG
- (659495) 2019 HE1
- (659496) 2019 HR1
- (659497) 2019 HG5
- (659498) 2019 HZ6
- (659499) 2019 HR13
- (659500) 2019 JN11
- (659501) 2019 JX11
- (659502) 2019 JZ12
- (659503) 2019 JB13
- (659504) 2019 JK17
- (659505) 2019 JN21
- (659506) 2019 JK32
- (659507) 2019 JE34
- (659508) 2019 JO41
- (659509) 2019 JH43
- (659510) 2019 JW46
- (659511) 2019 JB47
- (659512) 2019 JS56
- (659513) 2019 JW62
- (659514) 2019 JQ68
- (659515) 2019 JR102
- (659516) 2019 JQ138
- (659517) 2019 KE
- (659518) 2019 KS5
- (659519) 2019 KA20
- (659520) 2019 KD39
- (659521) 2019 LS3
- (659522) 2019 LC4
- (659523) 2019 LD10
- (659524) 2019 LX19
- (659525) 2019 MM1
- (659526) 2019 ME17
- (659527) 2019 NS
- (659528) 2019 NM3
- (659529) 2019 NY7
- (659530) 2019 NK8
- (659531) 2019 NO8
- (659532) 2019 NB9
- (659533) 2019 NX9
- (659534) 2019 NR13
- (659535) 2019 NX19
- (659536) 2019 NV21
- (659537) 2019 NU36
- (659538) 2019 NV36
- (659539) 2019 NC37
- (659540) 2019 NN37
- (659541) 2019 NS37
- (659542) 2019 NU37
- (659543) 2019 NK38
- (659544) 2019 NJ46
- (659545) 2019 NX51
- (659546) 2019 NY51
- (659547) 2019 NT57
- (659548) 2019 NO64
- (659549) 2019 NK78
- (659550) 2019 NM78
- (659551) 2019 NT80
- (659552) 2019 OL7
- (659553) 2019 OM7
- (659554) 2019 OW7
- (659555) 2019 OG8
- (659556) 2019 OE10
- (659557) 2019 OL10
- (659558) 2019 OG12
- (659559) 2019 OC15
- (659560) 2019 OH15
- (659561) 2019 OL15
- (659562) 2019 OF17
- (659563) 2019 OH17
- (659564) 2019 OA18
- (659565) 2019 OY23
- (659566) 2019 OW24
- (659567) 2019 ON26
- (659568) 2019 OD31
- (659569) 2019 OY31
- (659570) 2019 PM4
- (659571) 2019 PA5
- (659572) 2019 PQ8
- (659573) 2019 PS10
- (659574) 2019 PR17
- (659575) 2019 PV32
- (659576) 2019 PZ32
- (659577) 2019 PQ33
- (659578) 2019 PS33
- (659579) 2019 PU41
- (659580) 2019 PC45
- (659581) 2019 PZ54
- (659582) 2019 PG59
- (659583) 2019 PW60
- (659584) 2019 PX60
- (659585) 2019 PQ65
- (659586) 2019 PV67
- (659587) 2019 PE68
- (659588) 2019 QS11
- (659589) 2019 QF20
- (659590) 2019 QL27
- (659591) 2019 QW30
- (659592) 2019 QD31
- (659593) 2019 QM36
- (659594) 2019 QB44
- (659595) 2019 QO53
- (659596) 2019 QX58
- (659597) 2019 RT4
- (659598) 2019 RV4
- (659599) 2019 RR5
- (659600) 2019 RY21
- (659601) 2019 RY28
- (659602) 2019 RS31
- (659603) 2019 RK33
- (659604) 2019 RA42
- (659605) 2019 RT57
- (659606) 2019 RU60
- (659607) 2019 RN87
- (659608) 2019 RH91
- (659609) 2019 SZ2
- (659610) 2019 SQ3
- (659611) 2019 SA12
- (659612) 2019 SP17
- (659613) 2019 SN38
- (659614) 2019 SB46
- (659615) 2019 SY52
- (659616) 2019 SG55
- (659617) 2019 SN56
- (659618) 2019 ST63
- (659619) 2019 SV65
- (659620) 2019 SA72
- (659621) 2019 SV80
- (659622) 2019 SG82
- (659623) 2019 SK82
- (659624) 2019 SL82
- (659625) 2019 SR82
- (659626) 2019 SS82
- (659627) 2019 SH83
- (659628) 2019 SV83
- (659629) 2019 SX83
- (659630) 2019 ST108
- (659631) 2019 SN136
- (659632) 2019 TA16
- (659633) 2019 TP34
- (659634) 2019 TQ34
- (659635) 2019 TX34
- (659636) 2019 TY34
- (659637) 2019 TK35
- (659638) 2019 TQ59
- (659639) 2019 UA5
- (659640) 2019 UP6
- (659641) 2019 UQ26
- (659642) 2019 UC30
- (659643) 2019 UO30
- (659644) 2019 UP33
- (659645) 2019 UQ33
- (659646) 2019 UT33
- (659647) 2019 UU33
- (659648) 2019 UM34
- (659649) 2019 UW34
- (659650) 2019 UX34
- (659651) 2019 UE35
- (659652) 2019 UN35
- (659653) 2019 UT36
- (659654) 2019 UN45
- (659655) 2019 UO92
- (659656) 2019 UO95
- (659657) 2019 UB102
- (659658) 2019 UZ103
- (659659) 2019 UF105
- (659660) 2019 UJ105
- (659661) 2019 UL105
- (659662) 2019 UG123
- (659663) 2019 VX7
- (659664) 2019 VY7
- (659665) 2019 VP9
- (659666) 2019 VQ18
- (659667) 2019 VZ23
- (659668) 2019 WQ7
- (659669) 2019 WK18
- (659670) 2019 XK4
- (659671) 2019 YQ7
- (659672) 2019 YR7
- (659673) 2019 YU7
- (659674) 2019 YH13
- (659675) 2019 YK13
- (659676) 2019 YW41
- (659677) 2020 AC4
- (659678) 2020 AS4
- (659679) 2020 AE12
- (659680) 2020 AK12
- (659681) 2020 AS19
- (659682) 2020 AC23
- (659683) 2020 BR17
- (659684) 2020 BW17
- (659685) 2020 BR27
- (659686) 2020 BZ28
- (659687) 2020 BN29
- (659688) 2020 BB31
- (659689) 2020 BM31
- (659690) 2020 BC38
- (659691) 2020 BK39
- (659692) 2020 BQ46
- (659693) 2020 BW47
- (659694) 2020 BU54
- (659695) 2020 BV55
- (659696) 2020 BS58
- (659697) 2020 BZ62
- (659698) 2020 BD66
- (659699) 2020 BS74
- (659700) 2020 BL80
- (659701) 2020 BT80
- (659702) 2020 BL82
- (659703) 2020 BZ86
- (659704) 2020 BB87
- (659705) 2020 BB89
- (659706) 2020 BG94
- (659707) 2020 BE99
- (659708) 2020 BO102
- (659709) 2020 BV110
- (659710) 2020 BP117
- (659711) 2020 BX145
- (659712) 2020 CZ3
- (659713) 2020 DN5
- (659714) 2020 DS14
- (659715) 2020 DN16
- (659716) 2020 DO16
- (659717) 2020 DT16
- (659718) 2020 FL8
- (659719) 2020 FP8
- (659720) 2020 FA27
- (659721) 2020 FK35
- (659722) 2020 GO3
- (659723) 2020 GT4
- (659724) 2020 GP5
- (659725) 2020 GV6
- (659726) 2020 GC7
- (659727) 2020 GL11
- (659728) 2020 GX20
- (659729) 2020 HS11
- (659730) 2020 HY11
- (659731) 2020 HF13
- (659732) 2020 HY13
- (659733) 2020 HB18
- (659734) 2020 HW18
- (659735) 2020 HO19
- (659736) 2020 HA21
- (659737) 2020 HW28
- (659738) 2020 HY28
- (659739) 2020 HU30
- (659740) 2020 HL34
- (659741) 2020 HQ34
- (659742) 2020 HS39
- (659743) 2020 HF41
- (659744) 2020 HS42
- (659745) 2020 HD49
- (659746) 2020 HQ61
- (659747) 2020 HJ62
- (659748) 2020 HF73
- (659749) 2020 HQ105
- (659750) 2020 HN106
- (659751) 2020 HL116
- (659752) 2020 HJ158
- (659753) 2020 HD160
- (659754) 2020 JG4
- (659755) 2020 JJ5
- (659756) 2020 JP5
- (659757) 2020 JR5
- (659758) 2020 JX5
- (659759) 2020 JZ5
- (659760) 2020 JE12
- (659761) 2020 JN12
- (659762) 2020 JY12
- (659763) 2020 JE13
- (659764) 2020 JR15
- (659765) 2020 JA20
- (659766) 2020 JF32
- (659767) 2020 KL21
- (659768) 2020 KT24
- (659769) 2020 KL26
- (659770) 2020 KA30
- (659771) 2020 KS36
- (659772) 2020 KK38
- (659773) 2020 MD20
- (659774) 2020 MJ22
- (659775) 2020 OA7
- (659776) 2020 OP48
- (659777) 2020 OF49
- (659778) 2020 PO25
- (659779) 2020 PY25
- (659780) 2020 PP39
- (659781) 2020 QH11
- (659782) 2020 QT18
- (659783) 2020 QM30
- (659784) 2020 QA31
- (659785) 2020 QD65
- (659786) 2020 QE84
- (659787) 2020 RF84
- (659788) 2020 RX86
- (659789) 2020 RU88
- (659790) 2020 RP117
- (659791) 2020 RT118
- (659792) 2020 SL28
- (659793) 2020 SZ62
- (659794) 2020 SV70
- (659795) 2020 TF12
- (659796) 2020 TV22
- (659797) 2020 VG8
- (659798) 2020 XD20
- (659799) 2020 XX25
- (659800) 2020 YF9
- (659801) 2020 YU15
- (659802) 2020 YS17
- (659803) 2020 YD19
- (659804) 2020 YK25
- (659805) 2021 AW16
- (659806) 2021 AL18
- (659807) 2021 AN19
- (659808) 2021 AH20
- (659809) 2021 CH14
- (659810) 2021 CY14
- (659811) 2021 CZ23
- (659812) 2021 CY26
- (659813) 2021 CL31
- (659814) 2021 CO31
- (659815) 2021 DB5
- (659816) 2021 DC6
- (659817) 2021 DK10
- (659818) 2021 DO11
- (659819) 2021 EC7
- (659820) 2021 EP7
- (659821) 2021 EO8
- (659822) 2021 EH10
- (659823) 2021 EE12
- (659824) 2021 EL13
- (659825) 2021 EJ17
- (659826) 2021 ER17
- (659827) 2021 ER18
- (659828) 2021 EB19
- (659829) 2021 EC19
- (659830) 2021 ER21
- (659831) 2021 EL24
- (659832) 2021 EK26
- (659833) 2021 EE29
- (659834) 2021 EW30
- (659835) 2021 EW33
- (659836) 2021 FW6
- (659837) 2021 FK8
- (659838) 2021 FF10
- (659839) 2021 FY12
- (659840) 2021 FR18
- (659841) 2021 FS18
- (659842) 2021 FA19
- (659843) 2021 FB20
- (659844) 2021 FE32
- (659845) 2021 FJ33
- (659846) 2021 FQ33
- (659847) 2021 FR33
- (659848) 2021 FJ38
- (659849) 2021 FF39
- (659850) 2021 FK46
- (659851) 2021 GB12
- (659852) 2021 GT13
- (659853) 2021 GB14
- (659854) 2021 GN14
- (659855) 2021 GC15
- (659856) 2021 GP15
- (659857) 2021 GX17
- (659858) 2021 GN18
- (659859) 2021 GG25
- (659860) 2021 GH27
- (659861) 2021 GD31
- (659862) 2021 GQ31
- (659863) 2021 GX34
- (659864) 2021 GY42
- (659865) 2021 GM44
- (659866) 2021 GZ52
- (659867) 2021 GD53
- (659868) 2021 GF55
- (659869) 2021 GC57
- (659870) 2021 GK59
- (659871) 2021 GE60
- (659872) 2021 GH60
- (659873) 2021 GP62
- (659874) 2021 GW64
- (659875) 2021 GJ66
- (659876) 2021 GC67
- (659877) 2021 GJ67
- (659878) 2021 GD74
- (659879) 2021 GB77
- (659880) 2021 GY83
- (659881) 2021 GK84
- (659882) 2021 GL86
- (659883) 2021 GS88
- (659884) 2021 GT90
- (659885) 2021 GJ99
- (659886) 2021 GC109
- (659887) 2021 GV113
- (659888) 2021 GY113
- (659889) 2021 GV122
- (659890) 2021 GV127
- (659891) 2021 GX130
- (659892) 2021 GL137
- (659893) 2021 GP139
- (659894) 2021 GW147
- (659895) 2021 GW157
- (659896) 2021 GN159
- (659897) 2021 GQ178
- (659898) 2021 HH3
- (659899) 2021 HZ5
- (659900) 2021 HW9
- (659901) 2021 HW11
- (659902) 2021 HM13
- (659903) 2021 HQ15
- (659904) 2021 HT15
- (659905) 2021 HK20
- (659906) 2021 HL24
- (659907) 2021 HE26
- (659908) 2021 HJ39
- (659909) 2021 JJ15
- (659910) 2021 JL18
- (659911) 2021 JO25
- (659912) 2021 JT25
- (659913) 2021 JW30
- (659914) 2021 JE31
- (659915) 2021 JW35
- (659916) 2021 JN42
- (659917) 2021 JG52
- (659918) 2021 KF9
- (659919) 2021 KD10
- (659920) 2021 LG
- (659921) 2021 LO4
- (659922) 2021 LT4
- (659923) 2021 LD14
- (659924) 2021 LE25
- (659925) 2021 LH38
- (659926) 2021 NW15
- (659927) 2021 NG16
- (659928) 2021 NX23
- (659929) 2021 NZ23
- (659930) 2021 PC4
- (659931) 2021 PE26
- (659932) 2021 PK33
- (659933) 2021 PA34
- (659934) 2021 PZ51
- (659935) 2021 PJ154
- (659936) 2021 PV173
- (659937) 2021 PR174
- (659938) 2021 QF7
- (659939) 2021 QQ16
- (659940) 2021 QN27
- (659941) 2021 QW95
- (659942) 2021 QC96
- (659943) 2021 RY25
- (659944) 2021 RZ26
- (659945) 2021 RT108
- (659946) 2021 RP120
- (659947) 2021 RW152
- (659948) 2021 SO41
- (659949) 2021 TC53
- (659950) 2021 TV60
- (659951) 2021 UK1
- (659952) 2021 US11
- (659953) 2021 UX87
- (659954) 2021 VD12
- (659955) 2022 AC30
- (659956) 2022 CH22
- (659957) 2022 EK9
- (659958) 2022 KU11
- (659959) 2022 KO16
- (659960) 2022 LA4
- (659961) 2022 LU8
- (659962) 2022 MW5
- (659963) 2022 NM11
- (659964) 2022 OF18
- (659965) 2022 QA10
- (659966) 2022 QJ13
- (659967) 2022 QV19
- (659968) 2022 QF34
- (659969) 2022 QY40
- (659970) 2022 QQ88
- (659971) 2022 QU89
- (659972) 2022 QM91
- (659973) 2022 QC100
- (659974) 2022 QP112
- (659975) 2022 QQ175
- (659976) 2022 QR194
- (659977) 2022 QF239
- (659978) 2022 QK258
- (659979) 2022 QH265
- (659980) 2022 RF34
- (659981) 2022 RB42
- (659982) 2022 RA44
- (659983) 2022 RG46
- (659984) 2022 RY54
- (659985) 2022 SW58
- (659986) 2022 SY68
- (659987) 2022 SX74
- (659988) 2022 SR78
- (659989) 2022 SC81
- (659990) 2022 SZ97
- (659991) 2022 SL105
- (659992) 2022 SR105
- (659993) 2022 SD110
- (659994) 2022 SR114
- (659995) 2022 SM145
- (659996) 2022 SO200
- (659997) 2022 TY12
- (659998) 2022 UR62
- (659999) 2023 QJ88
- (660000) 2023 SE20